# Generación de código
En programación, la generación de código es una de las fases mediante el cual un compilador convierte un programa sintácticamente correcto en una serie de instrucciones a ser interpretadas por una máquina. La entrada en esta fase viene representada, normalmente, por un Árbol Sintáctico, un Árbol de Sintaxis Abstracta, o una Representación Intermedia; la máquina destino puede ser un microprocesador o una máquina abstracta tal como una máquina virtual o un lenguaje intermedio, legible por un humano. Compiladores más sofisticados realizan múltiples traducciones en cadena (pipelining) con el fin de poder construir código para múltiples plataformas y evitar tener que construir todas las capas del compilador.
En términos más generales, la generación de código: es usada para construir programas de una manera automática evitando que los programadores tengan que escribir el código a mano. La generación de código puede realizarse en tiempo de ejecución, Tiempo de carga, o Tiempo de compilación. Los compiladores JIT son un ejemplo de generadores de código.